# Aeroporto Internacional Rei Fahd
O Aeroporto Internacional Rei Fahd (em árabe: مطار الملك فهد الدولي) (IATA: DMM, ICAO: OEDF), também conhecido por Aeroporto de Dammam, é um aeroporto internacional da Arábia Saudita, localizado a 20 km ao noroeste na Dammam. A infra-estrutura básica do aeroporto foi concluída no final de 1990, o que permitiu que fosse utilizado pelas forças aliadas na Primeira Guerra do Golfo. A "Autoridade Geral da Aviação Civil da Arábia Saudita", abriu o novo aeroporto em 28 de Novembro de 1999 ao tráfego comercial, onde foram transferidas todas as operações do Aeroporto Internacional de Dhahran (atualmente, Base Aérea King Abdulaziz), que estava em uso até então. O aeroporto de Dammam serve a Região Leste da Arábia Saudita, um complexo urbano composto pelas cidades de Dammam, Dhahran, Khobar, Qatif, Ras Tanura e Al-Thuqbah, abrangendo  também Hofuf, Jubail, e Al-Mubarraz, com uma área total de cerca de 3 milhões pessoas. O aeroporto é o terceiro maior Hub da Saudia e terceiro mais movimentado do Reino.

## Ligação externa
- «The Saudi/KFIA» (em inglês)